# No Comments
«No Comments» — мини-альбом Noize MC выпущенный 7 ноября 2018 года на лейбле «Universal Music». В день выхода альбома был выпущен клип «В темноте».

## Список композиций
| №                   | Название                      | Длительность |
| ------------------- | ----------------------------- | ------------ |
| 1.                  | «В темноте»                   | 3:36         |
| 2.                  | «Детка, послушай»             | 3:38         |
| 3.                  | «Зубы мудрости»               | 3:08         |
| 4.                  | «В темноте (Brodsky Version)» | 3:26         |
| Общая длительность: | Общая длительность:           | 14 минут     |

## Критика
Борис Барабанов из Коммерсанта рецензирует альбом так:
В новом EP «No Comments» Noize MC берет себе в союзники Иосифа Бродского. Трек «В темноте» содержит строки из стихотворения «Не выходи из комнаты», одного из самых цитируемых из всего наследия поэта, а в песне «В темноте (Brodsky Version)» Алексеев использует целые строфы из «Я всегда твердил...» В первом случае рэпер с блеском демонстрирует, как классические стихи могут сосуществовать с его собственной актуальной лирикой, во втором — просто читает Бродского поверх бита, доказывая его абсолютную уместность в нашем времени и в этой художественной форме. Между этими номерами — пара убойных новых текстов, начитанных с характерным для Нойза остервенением.